# Robert Talbot
Robert Talbot   (Montmagny, 2 de desembre de 1893 - Ciutat de Quebec, 24 d'agost de 1954) era un violinista, violista, compositor, director d'orquestra i professor de música quebequès.
Durant més de 25 anys va ser director de la "Société symphonique de Quebec" (actual Orquestra Simfònica de Quebec). Membre de la "Société française de musicologie, de la International Musicological Society", de l'Associació Musical de Londres i de la Comissió Diocesana de Música Sacra, va ser l'autor de diversos llibres sobre teoria musical. També va contribuir amb articles de música a diverses publicacions periòdiques. La seva composició inclou una simfonia, un quartet de corda, diverses cançons, moltes peces per a orgue solista, l'oratori Évangéline, l'òpera Celle qui voit i diverses altres obres orquestrals. Molts dels seus manuscrits, escrits i papers personals formen part de la col·lecció de la biblioteca de la Université Laval.

## Biografia
Nascut a Montmagny, Quebec, Talbot inicialment pretenia convertir-se en advocat i es va llicenciar en dret a la Universitat Laval el 1915. Després va entrar a l'"Académie de musique du Quebec" on va ser alumne de J.-Alexandre Gilbert, Berthe Roy, i Joseph Vézina. De l'acadèmia obté un diploma superior (1917), un diploma de llorejat (1918) i un certificat d'ensenyament (1919). De 1919-1922 va estudiar a la ciutat de Nova York a l'Institut d'Art Musical (actualment Juilliard School) on va ser deixeble de Franz Kneisel, Albert Stoessel i Louis Svećenski. Més tard va obtenir el Doctor en Música per Laval el 1933.
L'estiu de 1922, Talbot va sortir de Nova York i va emprendre un recital de violí per les províncies occidentals del Canadà. Havia tornat a casa l'any anterior per actuar amb el seu quartet de corda de curta vida, el quartet de corda Schubert. El 1924 va fundar el Talbot String Quartet. Va ingressar a la facultat de la Universitat Laval la tardor següent com a professor d'harmonia i violí. Després va exercir com a secretari de l'Escola de Música de 1922-1935 i director des de 1932 fins a la seva mort a Ciutat de Quebec el 1954. Entre els seus notables estudiants hi havia Maurice Blackburn, François Brassard, Gilbert Darisse i Marthe Lapointe.
De 1924-1942, Talbot va exercir de director de la "Société Symphonique de Quebec" (SSQ). Sota la seva direcció, l'orquestra va ampliar significativament el seu repertori. Pel concert del 25è aniversari de la SSQ el maig de 1928, va dirigir el conjunt en la seva primera presentació completa de la Simfonia núm. 5 de Ludwig van Beethoven. També va afegir Johannes Brahms i la Simfonia núm. 3, Antonín Dvořák i la seva New World Symphony, Gabriel Fauré i les Masques et bergamasques, César Franck i la Simfonia en re menor, Pyotr Ilyich Tchaikovsky i El trencanous, i el preludi de Richard Wagner de Die Meistersinger von Nürnberg (Els mestres cantaires de Nuremberg) entre moltes altres obres importants. El 1931 va realitzar el debut radiofònic de l'orquestra.